# NGC 392
NGC 392 je galaksija u zviježđu Ribe.

## Vanjske poveznice
- SEDS: NGC 392